# Mehrrumpfboot

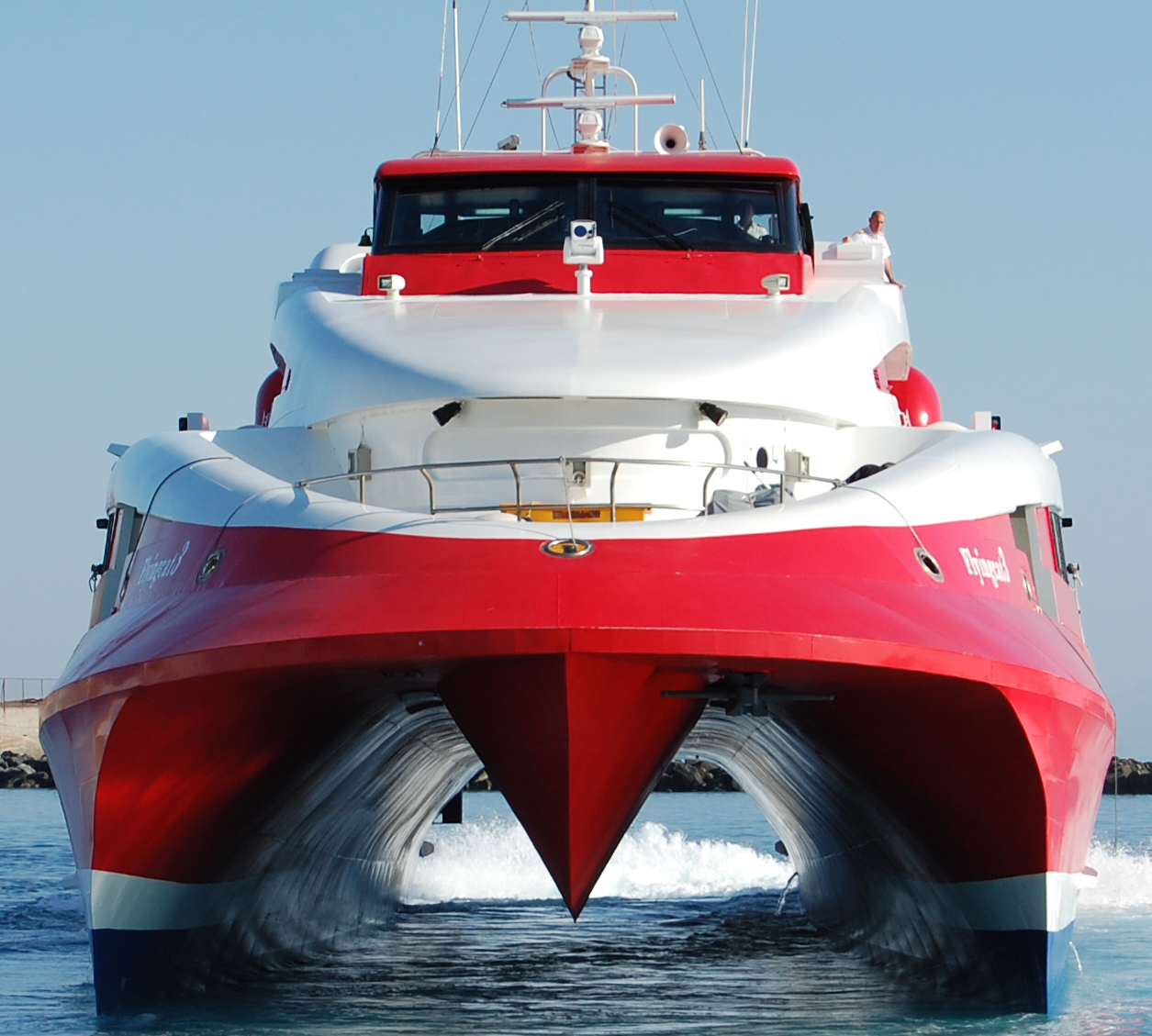
Motorkatamaran – 2 Rümpfe, mittig ein Wavepiercing-Element

Rumpfbauformen

Mehrrumpfboote (englisch multihull) sind Boote, die nicht nur einen, sondern mehrere parallel zueinander stehende Rümpfe haben. Da hierdurch eine große strukturelle Breite des Bootes erreicht wird, kann zum Erzielen der Kippstabilität auf Ballast verzichtet werden. Durch den daraus resultierenden Gewichtsvorteil können die Rümpfe sehr schmal gehalten werden, was ein enormes Geschwindigkeitspotential bedingt.
Man unterscheidet:
- Katamarane: zwei symmetrische Rümpfe, segelt sehr aufrecht und schnell, häufig riesiges Platzangebot.
- Trimarane: ein Hauptrumpf, rechts und links je ein schmaler Auslegerrumpf: segelt sehr schnell, aber nicht ganz so aufrecht wie ein Katamaran, Platzangebot unter Deck im Vergleich erheblich geringer als bei Katamaranen und zu Einrumpfyachten (engl. Monohull).
- Proas oder Auslegerkanus: Asymmetrische Bauweise: Zwei Rümpfe, bei denen der eine größer als der andere ist. Man unterscheidet zwischen atlantischer Proa und polynesischer Proa, je nachdem ob der Mast und das Segel in Luv oder Lee sind. Das Boot wird so gesegelt, dass immer der gleiche Rumpf in Luv und der andere in Lee ist. Im Gegensatz zu herkömmlichen Booten wird demzufolge die Wende / Halse nicht dadurch bewerkstelligt, dass man mit dem Bug oder dem Heck durch den Wind geht, sondern dadurch, dass Vorne und Hinten miteinander getauscht werden: Nach der Wende fährt das Boot andersherum.

Boote mit mehr als drei Rümpfen (Tetramaran, Pentamaran) sind sehr selten.